# Subsecretaría de Vocería y Comunicación de Gobierno
La Subsecretaría de Vocería y Comunicación de Gobierno es una repartición que depende de la Secretaría de Comunicación y Medios de la Argentina, encargada de informar y comunicar a la población de la acción política e institucional del gobierno.
Fue creada en 2023 por decisión del presidente Javier Milei, precedida a su vez por la Unidad de Comunicación de la Gestión Presidencial, creada en 2021. En septiembre de 2024, dejó de depender de la Secretaría General de la Presidencia de la Nación para pasar a la órbita de la Secretaría de Comunicación y Medios de la Nación, recientemente creada.

## Historial
El cargo de vocero presidencial ha tenido distintos nombres a lo largo de su historia y ha dependido de distintos organismos.
| Cargo                                                         | Dependiente de                                                             | Año de creación | Ref   |
| ------------------------------------------------------------- | -------------------------------------------------------------------------- | --------------- | ----- |
| Asesor de Prensa                                              | (Secretaría de Estado)                                                     | 1983            | [ 3 ] |
| Vocero presidencial                                           | Presidencia de la Nación                                                   | 1989            | [ 4 ] |
| Coordinador General de la Unidad Presidente                   | Presidencia de la Nación                                                   | 2001            | [ 5 ] |
| Subsecretario de Comunicación                                 | Secretaría General de la Presidencia de la Nación                          | 2001            | [ 6 ] |
| Asesor presidencial                                           | Presidencia de la Nación                                                   | 2002            | [ 6 ] |
| Coordinador General de la Unidad de Comunicación Presidencial | Presidencia de la Nación                                                   | 2003            | [ 7 ] |
| Coordinador de la Unidad de Comunicación Presidencial         | Secretaría de Comunicación Pública de la Jefatura de Gabinete de Ministros | 2016            | [ 6 ] |
| Titular de la Unidad de Comunicación de Gestión Presidencial  | Presidencia de la Nación                                                   | 2021            | [ 2 ] |
| Subsecretario de Vocería y Comunicación de Gobierno           | Secretaría General de la Presidencia de la Nación                          | 2023            | [ 8 ] |
| Subsecretario de Vocería y Comunicación de Gobierno           | Secretaría de Comunicación y Medios de la Nación                           | 2024            | [ 9 ] |

## Titulares
| Vocero             | Partido | Partido                                                       | Periodo (aproximado)                              | Presidente                        |
| ------------------ | ------- | ------------------------------------------------------------- | ------------------------------------------------- | --------------------------------- |
| José Ignacio López |         | Unión Cívica Radical                                          | 1983 - 1989                                       | Raúl Alfonsín                     |
| Humberto Toledo    |         | Independiente                                                 | 1989-1992                                         | Carlos Menem                      |
| Raúl Delgado       |         | Independiente                                                 | 2 de noviembre de 1995 - 10 de diciembre de 1999  | Carlos Menem                      |
| Ricardo Ostuni     |         | Unión Cívica Radical                                          | 12 de marzo de 2001 - 11 de junio de 2001         | Fernando de La Rúa                |
| Juan Pablo Baylac  |         | Unión Cívica Radical                                          | 11 de junio de 2001 - 20 de diciembre de 2001     | Fernando de la Rúa                |
| Eduardo Amadeo     |         | Partido Justicialista                                         | 2 de enero de 2002 - julio de 2002                | Eduardo Duhalde                   |
| Luis Verdi         |         | Independiente                                                 | 30 de diciembre de 2002 - 25 de mayo de 2003      | Eduardo Duhalde                   |
| Miguel Núñez       |         | Independiente                                                 | 25 de mayo de 2003 - 4 de septiembre de 2009      | Néstor Kirchner Cristina Kirchner |
| Vacante            |         |                                                               | 4 de septiembre de 2009 - 10 de diciembre de 2015 | Cristina Kirchner                 |
| Iván Pavlovsky     |         | Independiente                                                 | 10 de diciembre de 2015 - 10 de diciembre de 2019 | Mauricio Macri                    |
| Juan Pablo Biondi  |         | Independiente                                                 | 10 de diciembre de 2019-17 de septiembre de 2021  | Alberto Fernández                 |
| Gabriela Cerruti   |         | Nuevo Encuentro                                               | 15 de octubre de 2021 - 10 de diciembre de 2023   | Alberto Fernández                 |
| Manuel Adorni      |         | Republicanos Unidos (2023-24) La Libertad Avanza (Desde 2024) | 10 de diciembre de 2023 - actualidad              | Javier Milei                      |